# Cuchillo de combate NR-40
El NR-40 (del ruso: нож разведчика, nozh razvedchika, que significa 'cuchillo de explorador') fue un cuchillo de combate soviético introducido en 1940 y utilizado durante la Segunda Guerra Mundial. El NR-40 tiene una hoja de 152 mm con punta de clip, un recazo grande, una empuñadura de madera negra y una guarda en forma de S. La guarda está "invertida" (a diferencia de la mayoría de las guardas en forma de S, se curva hacia el filo) porque las empuñaduras estándar del ejército soviético requerían sostener el cuchillo con el filo hacia arriba.

## Historia
A principios del siglo XX, los cuchillos finlandeses puukko comenzaron a ser populares entre los criminales en la mayoría de las ciudades del Imperio Ruso. Los fabricantes locales de cuchillos comenzaron entonces a modificar la herramienta del leñador finlandés para hacerla más útil para la lucha; por ejemplo, haciendo la hoja más larga, cambiando de un lomo plano a una tipo "clip point", y añadiendo una gran guarda. El arma resultante, aún llamada "cuchillo finlandés" o "finka" en ruso, se veía bastante diferente de un puukko típico. Los "cuchillos finlandeses" eran omnipresentes en el submundo criminal de Rusia y la Unión Soviética durante la primera mitad del siglo XX. Debido a la asociación criminal, el "cuchillo finlandés" fue prohibido en la Unión Soviética en la década de 1930, de la misma manera que la navaja automática sería prohibida más tarde en Occidente.
La Guerra de Invierno reveló una serie de deficiencias en el armamento soviético; entre otras cuestiones, la infantería soviética carecía de un buen cuchillo de combate. Como resultado, en 1940, el ejército soviético adoptó el NR-40, esencialmente una versión producida en masa del "finka".